# Viola fuscoviolacea
Viola fuscoviolacea är en violväxtart som först beskrevs av L.G. Adams, och fick sitt nu gällande namn av T.A. James. Viola fuscoviolacea ingår i släktet violer, och familjen violväxter. Inga underarter finns listade i Catalogue of Life.